# Sainte-Christie
Sainte-Christie település Franciaországban, Gers megyében. Lakosainak száma 542 fő (2022. január 1.). Sainte-Christie Gavarret-sur-Aulouste, Mirepoix, Montestruc-sur-Gers, Preignan, Puységur, Roquefort és Roquelaure községekkel határos.

## Népesség
A település népessége az elmúlt években az alábbi módon változott:
| Lakosok száma | 356  | 325  | 389  | 512  | 563  | 568  | 553  | 544  | 546  | 542  |
|               | 1968 | 1982 | 1990 | 2006 | 2013 | 2015 | 2017 | 2019 | 2020 | 2022 |